# Joseph de Montclar

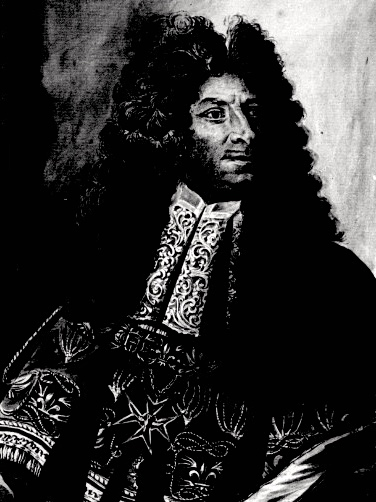
Joseph de Pons et de Guimera, Baron de Montclar (1625–1690), 65 Jahre

Joseph de Pons et de Guimera, baron de Montclar (* 1625 Montclar, Katalonien, Spanien; † 1690 in Landau in der Pfalz) war ein französischer Lieutenant-général unter König Ludwig XIV.

## Leben und Wirken
Joseph de Montclar war während des niederländischen Krieges Kommandant der elsässischen Armee. Er führte diese unter dem Kommando des Prinzen Louis de Condé und des Marschalls François de Créquy. Am Ende des Jahres 1676 befahlen Ludwig XIV. und Louvois die Zerstörung von Haguenau, die Montclar im folgenden Januar durchführte. Im Jahre 1678 beendete er die Kampagne im Elsass, indem er Illkirch und Graffenstaden zur Kapitulation zwang. Als Belohnung wurde er 1680 zum Militärgouverneur des Elsass ernannt und erhielt den persönlichen Adelstitel de Hohlandsbourg.
In den Jahren des Friedens, die folgten, entwickelte er eine Baumschule für Obstbäume auf dem Land des Marquis von Uxelles, Nicolas Chalon du Blé, in Kintzheim und Haguenau.
Am 10. November 1688, zu Beginn des Pfälzischen Erbfolgekriegs, rückte Montclar mit 6000 Soldaten in rechtsrheinisches Gebiet vor. Sein Auftrag lautete, alle Landschaften, die ihre Unterwerfung verweigerten, bis auf das letzte Gebäude niederzubrennen und die Einwohner nach Frankreich zu verschleppen. Er führte die französische Armee nach Heilbronn und nahm einen Teil der Pfalz ein, eine Kampagne, die der Einschüchterung der Fürsten des Heiligen Römischen Reichs dienen sollte, und zerstörte große Städte in Baden und Württemberg. Der Höhepunkt seiner Zerstörungen war die Niederbrennung von Donauwörth. Doch der Plan Ludwigs XIV., durch Brandschatzungen und lähmenden Terror jeden Widerstand zu brechen, ging nicht auf. Einige Städte verschonte Montclar nach zähen Verhandlungen gegen Zahlung hoher Kontributions-Summen, so zum Beispiel die Universitätsstadt Tübingen nach Verhandlungen mit Johann Osiander und unter Geiselnahme des Bürgermeisters Achatius Wolff.
1688 bekam er von König Ludwig XIV. und dem Festungsbaumeister Marschall Sébastien Le Prestre de Vauban den Auftrag, die Festung Landau zu modernisieren. Die alten Stadtmauern wurden abgerissen und mit Hilfe von 16 königlichen Bataillonen unter Befehl von General Montclar und etwa 14.000 Bauarbeitern aus der Umgebung begann im Frühjahr 1688 der Umbau, der nach drei Jahren vollendet wurde.
Auch Speyer sollte umgestaltet werden. Am 30. Januar 1689 begannen die Abbrucharbeiten, die alten Stadtmauern wurden abgerissen. Montclar ließ dem Domdekan und bischöflichen Statthalter Heinrich Hartard von Rollingen am 27. Mai 1689 mitteilen, er habe den Befehl erhalten „die Stadt samt allen darin befindlichen Kirchen und Klöstern, einzig die hohe Domkirche ausgenommen, in Brand zu stecken“.
Dabei besaß vor allem die Zerstörung des Domes für General Montclar hohe Priorität. Dieses massive Steingebäude konnte man nicht ohne Weiteres anzünden. General Montclar machte scheinbar großzügig den Bewohnern das Angebot, alle Habseligkeiten, die sie nicht mitnehmen könnten, unter dem Dach des Doms aufzustapeln. Man werde die Kirche verschonen. „Da weitaus nicht genug Wagen zum Fortschaffen der Hausgeräte und Möbel aufzutreiben waren, so brachte man alles Überschüssige in das Schiff des Domes, das bald damit angefüllt war“, berichtet ein Magister Hofmann. Im Dom zu Speyer waren acht deutsche Könige und Kaiser begraben, darunter Rudolf von Habsburg. Ihre Gräber wurden von den Franzosen am 31. Mai aufgebrochen und die Gebeine in der Umgegend verstreut. Dann zündeten sie das reichlich vorhandene Gut im Kirchenschiff an und brannten das Gebäude sowie die ganze Stadt nieder. Durch die gewaltige Hitze wurde das Gewölbe im Westteil brüchig und stürzte ein. Der Ostteil hingegen hielt den Flammen stand.
Nur wenige Monate später starb er 1690 im nahen Landau in der Pfalz, als er den Bau der Festung inspizierte. Er wurde in der Nähe des Chores der Festungs-Kapelle begraben. Das prächtige Grabmal, das sein Grab geschmückt hatte, wurde im Jahr 1959 verlegt und steht nun neben dem Französischen Tor dieser Festung.
Seit 1688 war General de Montclar Ritter des Ordens vom heiligen Geist, des höchsten französischen Ritterordens, der auch auf seinem Grabwappen abgebildet ist.

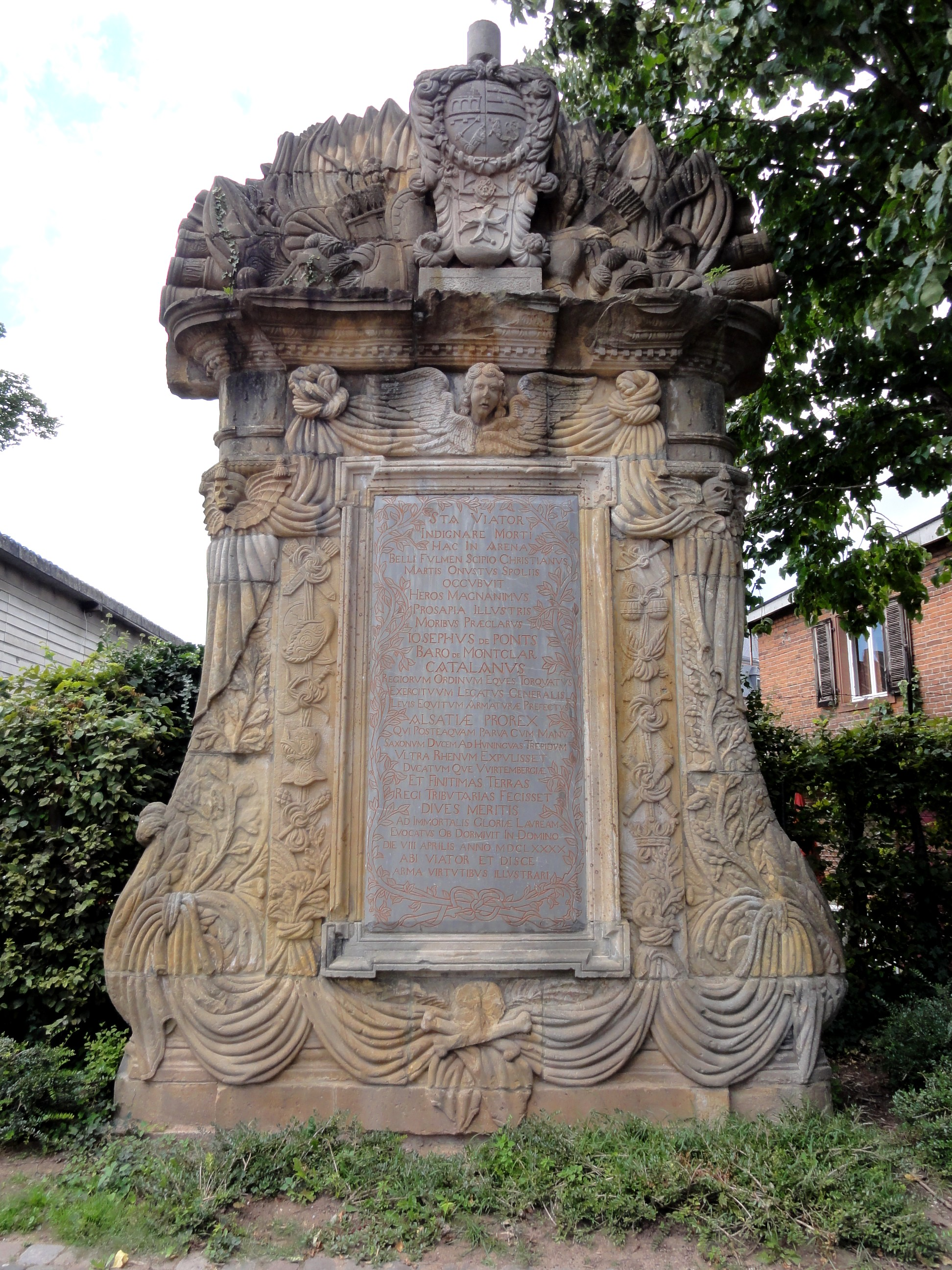
Grabmal für Joseph de Montclar am Französischen Tor in Landau in der Pfalz
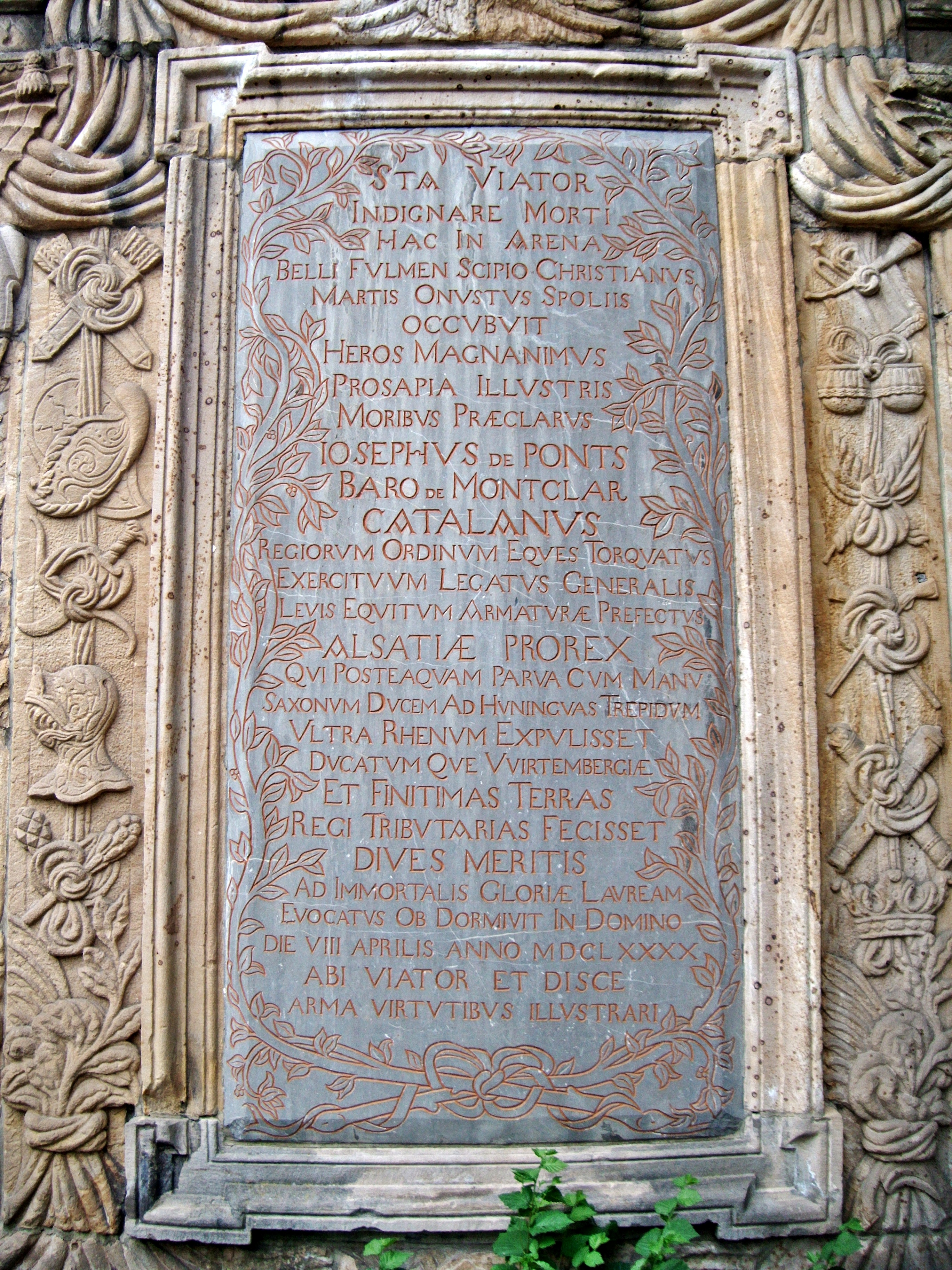
Grabinschrift
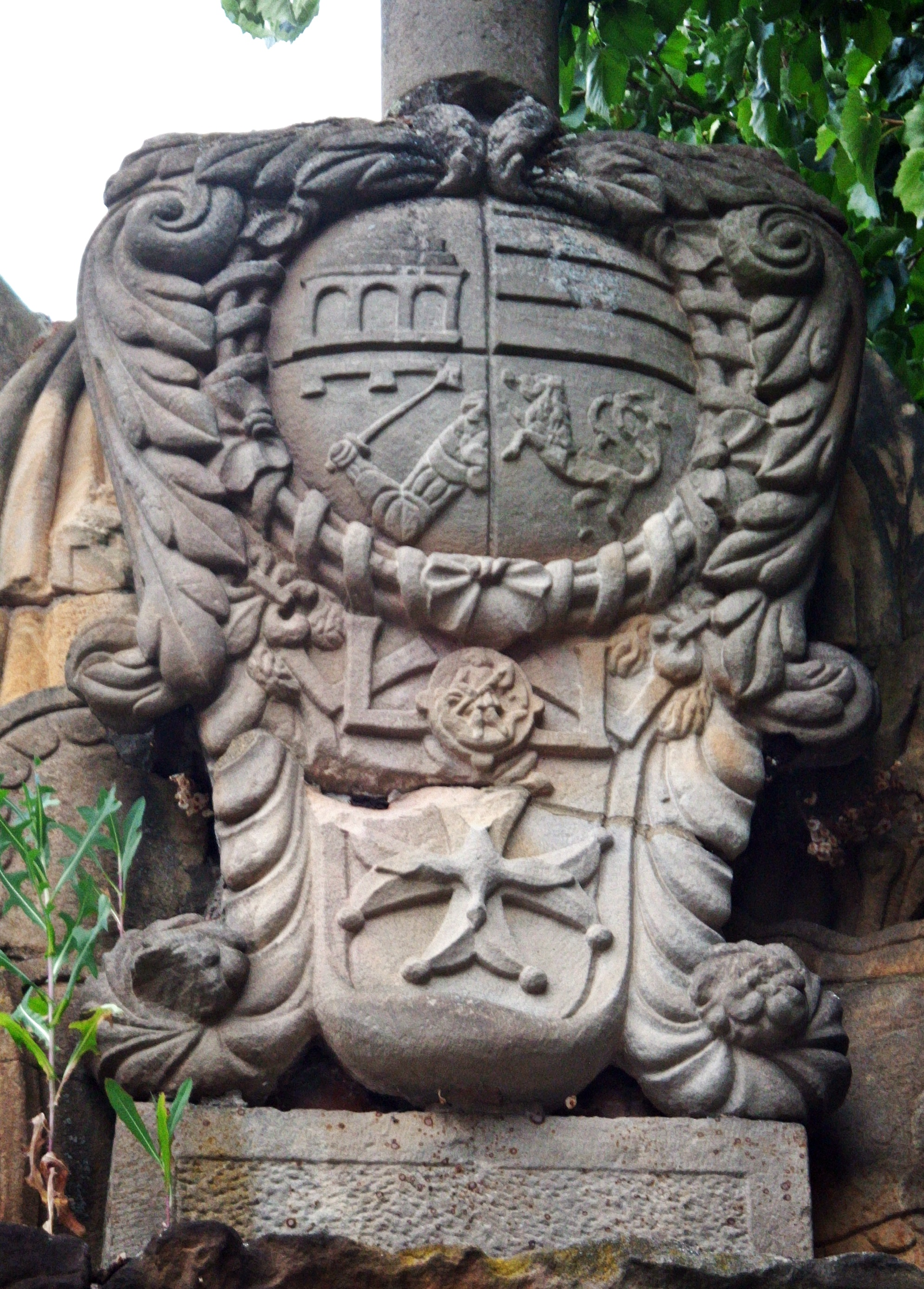
Wappen vom Grab
Orden vom heiligen Geist
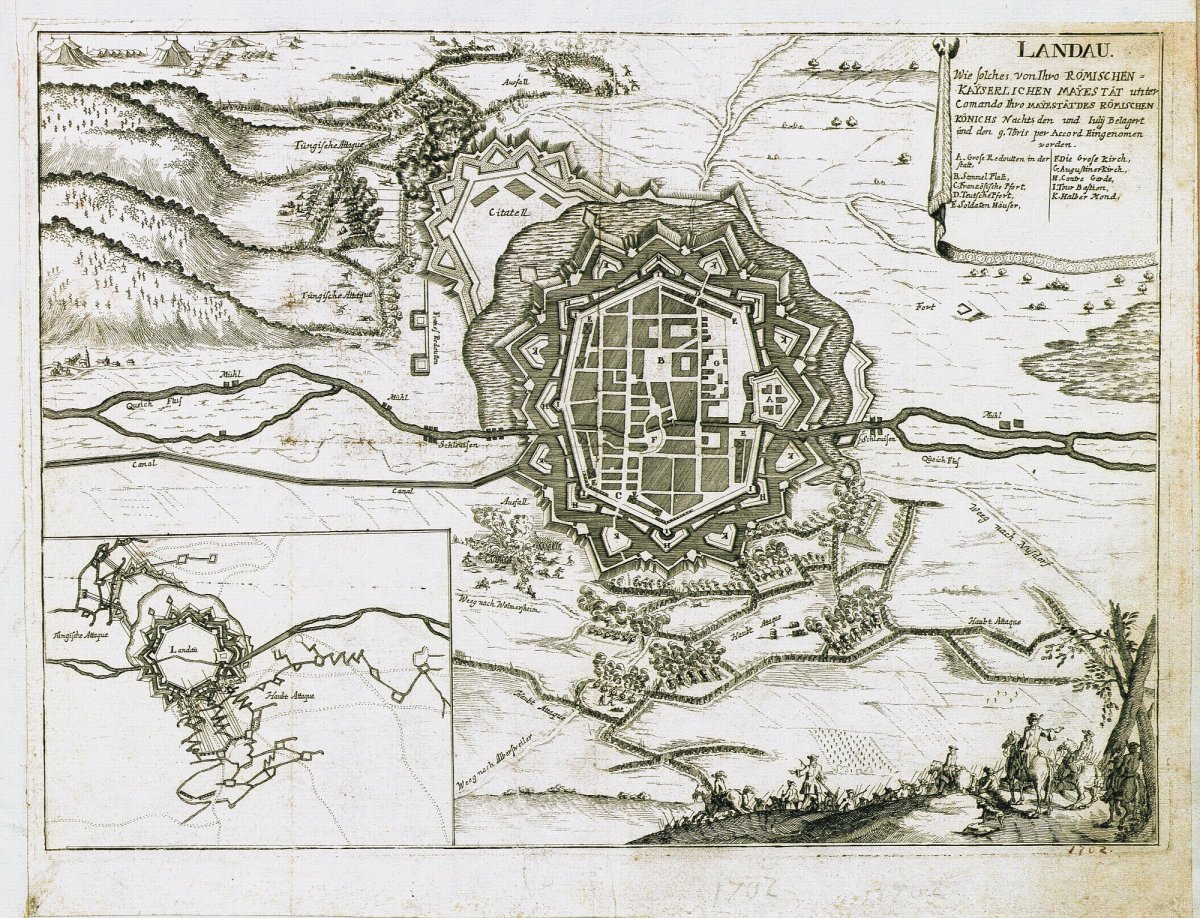
Plan der Festung Landau von 1702
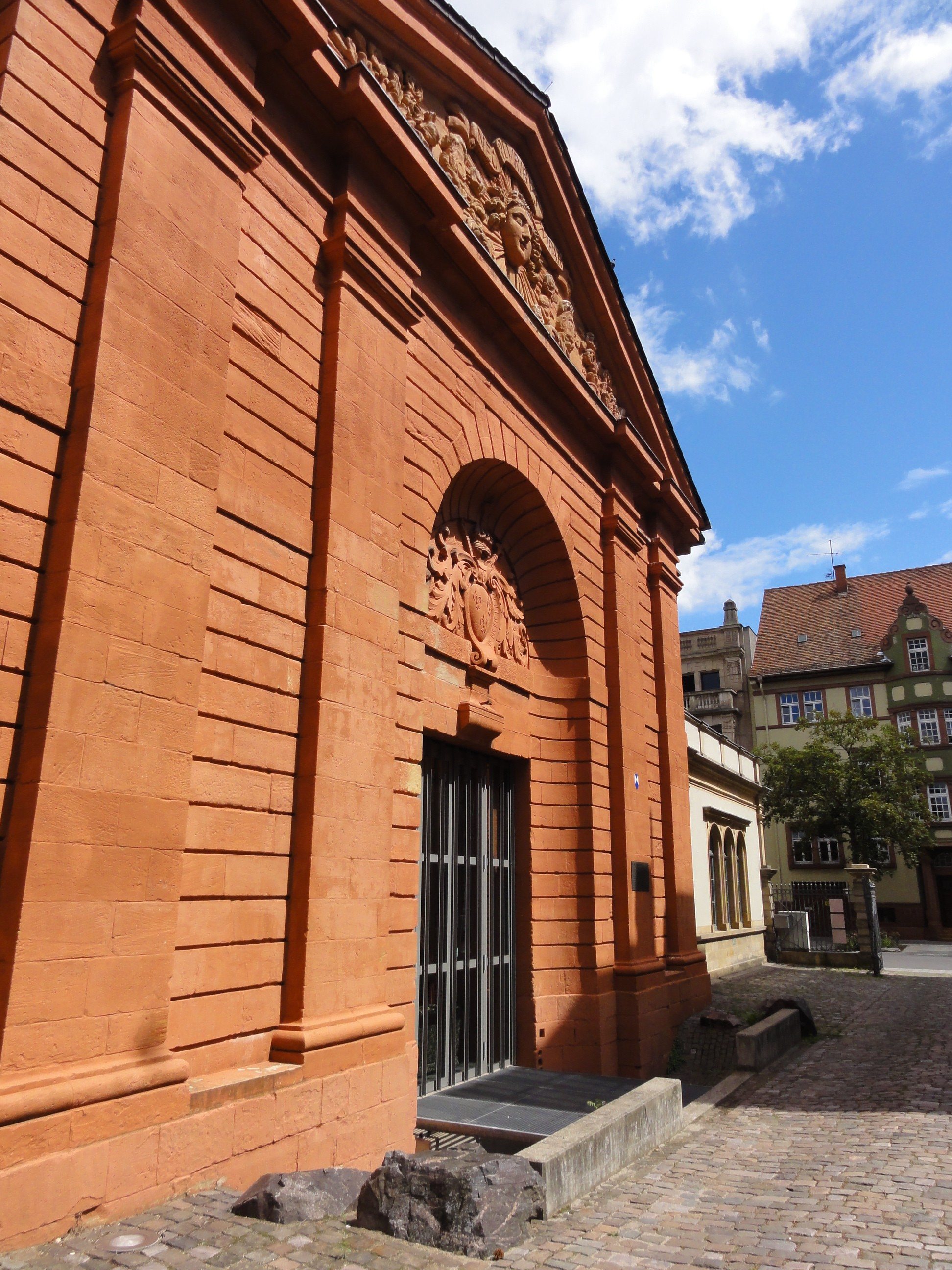
Französisches Tor der Festung Landau
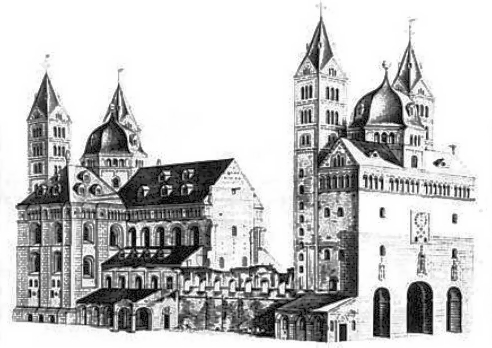
Der teilzerstörte Speyerer Dom um 1750